# Armix

Armix este o comună în departamentul Ain din estul Franței.